# Albert Schäffle
Albert Schäffle, plným jménem Albert Eberhard Friedrich Schäffle (24. února 1831 Nürtingen – 25. prosince 1903 Stuttgart), byl německý národohospodář původem z Württemberska, v roce 1871 krátce i rakousko-uherský, respektive předlitavský politik – ministr obchodu a ministr zemědělství Předlitavska a jeden z hlavní propagátorů dojednání takzvaných fundamentálních článků jako pokusu o česko-rakouské vyrovnání.

## Biografie
Původně měl být protestantským duchovním a vystudoval evangelický seminář Schöntal. Pak pokračoval v teologických studiích na Evangelisches Stift Tübingen, ale pro účast v revolučním hnutí roku 1848 byl následujícího roku ze studií vyloučen. Působil pak jako soukromý učitel v Tübingenu a v období let 1850–1860 pracoval coby novinář v listu Schwäbischer Merkur. Studoval mezitím státovědu na Univerzitě v Tübingenu, kde roku 1856 získal titul doktora ekonomie a kde od roku 1860 sám vyučoval národohospodářství. Byl aktivní i politiky v letech 1861–1865 byl poslancem Württemberského sněmu. Od roku 1868 vyučoval státovědu na Vídeňské univerzitě.
5. února 1871 se stal ministrem obchodu Předlitavska ve vládě Karla von Hohenwarta. Kromě toho v ní obsadil i post ministra zemědělství coby provizorní správce rezortu. Ve vládě setrval do 26. října 1871. Jako ministr obchodu navrhoval program zestátněný některých významných železničních tratí a doporučoval spustit síť poštovních spořitelen. Tyto myšlenky byly později realizovány.

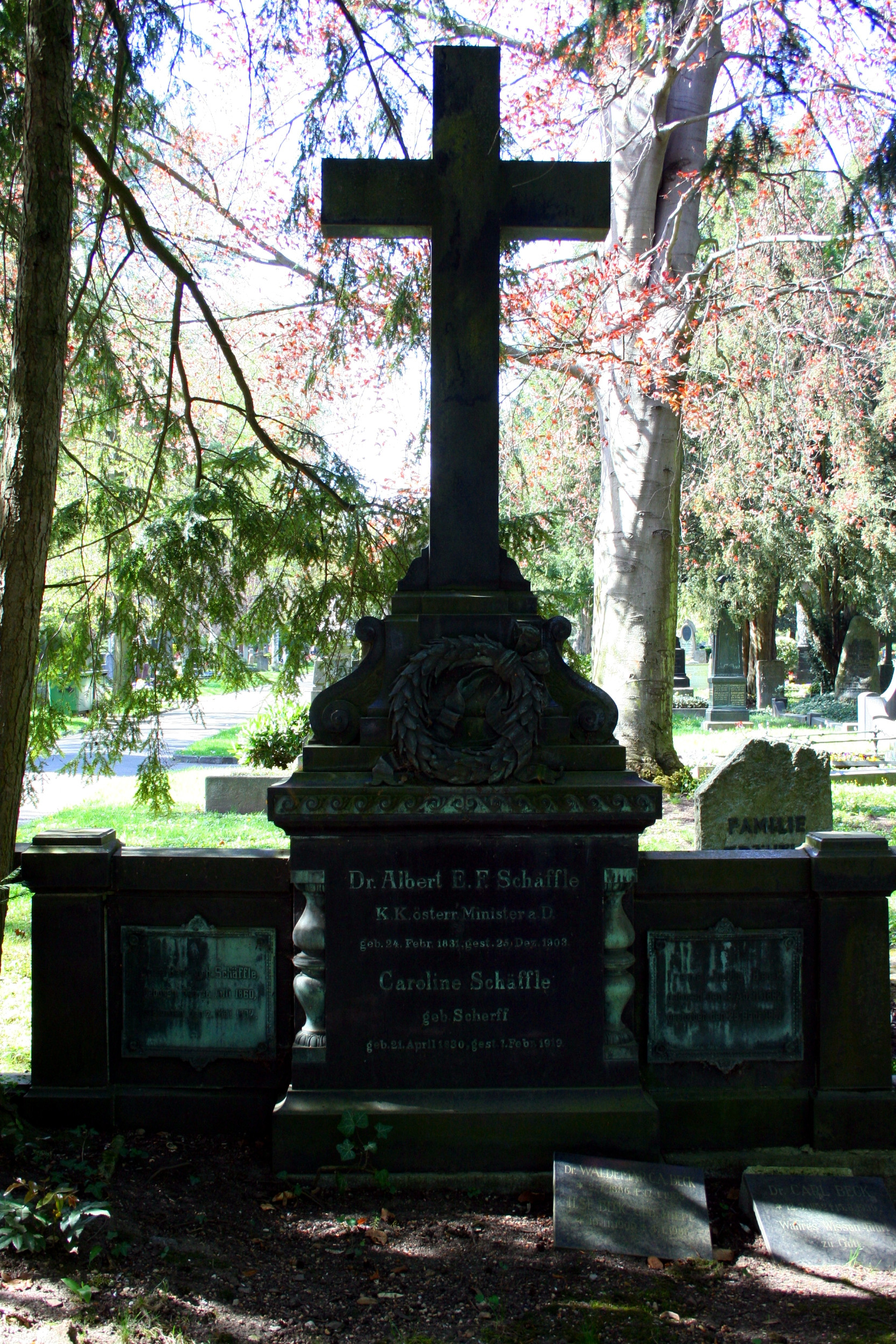
Hrob Albert Schäffleho ve Stuttgartu

Jeho hlavní rolí ve vládě ale byl pokus o státoprávní reformu Předlitavska. Schäffle po svém příchodu na Vídeňskou univerzitu zjistil, že Rakousko, ač navenek vnímané jako etnicky německý stát, je ve skutečnosti daleko složitějším souborem národností a národů. Sám přiznal, že se dříve domníval, že Čechy jsou poněmčeny a teprve později zjistil, že „lid se neponěmčil a stačila pouhá dvě desetiletí, aby všechno české obyvatelstvo kulturně a politicky znovu splynulo v národním vědomí nejhouževnatějšího rázu.“ Jako vysokoškolský pedagog měl navíc možnost spolupracovat se špičkovými akademiky českého původu jako Karel Habětínek (i on se stal členem Hohenwartovy vlády), díky čemuž ztratil předsudky vůči kulturní zaostalosti neněmeckých národností. V Hohenwartově kabinetu byl klíčovým vyjednavačem takzvaných fundamentálních článků, které byly zamýšleny jako pokus o česko-rakouské vyrovnání pomocí poskytnutí jisté autonomie českým zemím a uznání jejich státoprávní výlučnosti. Jednání s českými politiky (Jindřich Jaroslav Clam-Martinic a František Ladislav Rieger) zahájil již v únoru 1871 a do srpna se mu podařilo dosáhnout široké dohody.
Ještě počátkem září 1871 byl Schäffle optimistický ohledně implementace fundamentálních článků. Odjel dokonce na dovolenou. Jenže v následujících měsících byly fundamentální články vlivem ostré opozice zejména z řad německorakouských liberálů odmítnuty. Po následném pádu vlády Schäffle odešel z rakouské politiky a působil pak převážně v Německu. V letech 1881–1882 se krátce podílel na přípravě sociálního zákonodárství kancléře Otto von Bismarcka, ale jinak se výlučně zabýval akademickou drahou. Patřil ke kritikům hospodářského liberalismu a stoupencům myšlenek Ferdinanda Lassalla. Podporoval rozšiřování volebního práva a byl stoupencem ekonomického i politického federalismu.